# RKB毎日ホールディングス
株式会社RKB毎日ホールディングス（アールケービーまいにちホールディングス、英: RKB MAINICHI HOLDINGS CORPORATION）は、福岡県福岡市早良区に本社を置く日本の認定放送持株会社。RKB毎日放送が商号変更・会社分割を行って設立した。

## 概要
RKB毎日放送は1951年（昭和26年）12月1日、「ラジオ九州」として九州で初、日本で4番目の民間放送によるラジオ放送を、1958年（昭和33年）3月1日から九州の民放では初のテレビ放送を、それぞれ開始した。「RKB」は“Radio Kyushu Broadcasting”の略である。同年8月1日には西部毎日テレビジョン放送株式会社（RKB関門テレビジョンとして開局）と合併したことに伴い、「アール・ケー・ビー毎日放送株式会社」に社名を変更。
長くTBSテレビをキー局とするJNN、TBSラジオをキー局とするJRNの九州地区における基幹局として運営し、毎日新聞社との連携を取りながら事業を進めてきた。しかし近年、放送のデジタル化、インターネットとの融合などによるソーシャルメディアとの融合、FM補完放送（AMと同じ内容の番組をFMでも放送する）など、放送を巡る環境の変化に対応するため、「九州放送界のリーディングカンパニー」の地位を確保するとともに、福岡県を中心とする北部九州地域における基幹局としての地域情報のインフラ維持をしていくためには、より地域密着型に展開しているコミュニティ放送などのほかの放送事業者との連携などで地域の活性化を進めていくことが、本来のRKBの姿であると考えているとして、より安定した強固な経営基盤を整えグループとしての安定性と将来の発展を促すべく、現体制を分析し、その環境変化に対応する取り組みを検討した。その結果、認定放送持株会社への移行を進めていくことになり、放送法第159条・第1項に基づく、総務大臣の認可を前提としたうえで、会社法第757条に基づく分割準備会社として2015年（平成27年）9月29日に「RKB毎日分割準備株式会社」を設立した。
同年10月15日、RKB毎日放送株式会社（法人上初代）と、RKB毎日分割準備株式会社の本吸収分割契約の締結を行い、12月22日に開催された臨時株主総会にて、法人分割を正式承認。その後総務大臣の認可を得られたことから、2016年（平成28年）4月1日、RKB毎日放送株式会社を「株式会社RKB毎日ホールディングス」と改め、グループ各社の経営管理、不動産賃貸事業に特化。放送事業については、新たにRKB毎日ホールディングスの100%子会社として、RKB毎日分割準備株式会社から商号を変更して新たに発足した「RKB毎日放送株式会社」（法人上第2代目）が担当し、放送免許も初代から2代目の法人に引き継いだ。
なお認定放送事業者は在京局（フジ・メディア・ホールディングス、TBSホールディングス、テレビ東京ホールディングス、日本テレビホールディングス、テレビ朝日ホールディングス）、および在名局の中部日本放送（CBC）に続く7社目で、近畿地方以西の西日本エリアにおいては、初のことになる。RKB毎日ホールディングスでは基幹事業会社のRKB毎日放送の他に、RKB映画社など子会社4社を傘下に置く。
RKBと同じJNN/JRN系のTBS及びCBC、MBSとは異なり、放送事業のラジオ・テレビの会社の分割は行わず、新法人によって従前通りラジオ・テレビの一括運営は継続される。

## 資本構成
「RKB毎日ホールディングス」および「RKB毎日放送（2016年3月31日以前）」の資本構成。
企業・団体は当時の名称。出典：

### 2023年3月31日
出典: 
| 資本金      | 発行済株式総数 | 株主数 |
| ----------- | -------------- | ------ |
| 5億6000万円 | 2,240,000株    | 608    |

| 株主                                                                         | 株式数    | 比率  |
| ---------------------------------------------------------------------------- | --------- | ----- |
| MBSメディアホールディングス                                                  | 198,000株 | 9.03% |
| 毎日新聞社                                                                   | 189,300株 | 8.63% |
| 麻生                                                                         | 155,400株 | 7.08% |
| TBSホールディングス                                                          | 140,000株 | 6.38% |
| 福岡銀行                                                                     | 102,000株 | 4.65% |
| 西日本シティ銀行                                                             | 73,300株  | 3.34% |
| 西日本鉄道                                                                   | 67,960株  | 3.10% |
| 日本マスタートラスト信託銀行（退職給付信託口・九州電力及び九州電力送配電口） | 65,700株  | 2.99% |
| 肥後銀行                                                                     | 62,000株  | 2.82% |
| 三菱UFJ銀行                                                                  | 57,600株  | 2.62% |

## 関係会社
連結子会社
- RKB毎日放送株式会社
- 株式会社BCC
- 株式会社RKB CINC（旧社名・RKBミューズ株式会社）
- RKB興発株式会社

過去の連結子会社
- 株式会社RKB映画社（RKBミューズ株式会社に合併し解散）

関係会社
以下は、RKB毎日ホールディングスにおいて関係会社とされている放送事業者。
- ラブエフエム国際放送: 出資比率 10.1%（2023年（令和5年）3月1日現在）[11]
- エフエム諫早: 出資比率 14.6%（2022年（令和4年）12月1日現在）[12]